# Петар I Карађорђевић
Петар I Карађорђевић (Београд, 11. јул 1844 — Београд, 16. август 1921) је био краљ Србије, од 1903. до 1918. и краљ Срба, Хрвата и Словенаца од 1918. до 1921. године.
Петар Карађорђевић је био Карађорђев унук и трећи син Персиде и кнеза Александра Карађорђевића, који је био присиљен да абдицира након Светоандрејске скупштине. Петар је основну школу и гимназију завршио у Београду, а даље школовање је наставио у Швајцарској, у женевском заводу Венел-Оливије. Потом се уписује у париски колеџ Сен-Барб и у чувену Војну академију Сен-Сир, коју завршава 1864. године. Карађорђевић у граду Мецу завршава Вишу војну академију и већ 1870. године, као млади француски официр, учествује у Француско-пруском рату, у коме бива и заробљен. Приликом опсаде Меца и битке код Седана, Бизмаркова војска је заробила око сто четири хиљаде француских војника, укључујући и самог Наполeона III. Петар Карађорђевић се из пруског заробљеништва спасао бекством, препливавши готово залеђену реку Лоару (као последица оваквог бега је била реума, која је мучила током целог живота). За заслуге у овом рату Петар је одликован орденом Легије части.
Када је 1875. године букнуо устанак у Херцеговини и Босанској крајини, придружио се као добровољац под псеудонимом Петар Мркоњић у Босанскохерцеговачком устанку против Османског царства. из тог разлога и данас лепа варош у југозападном делу Републике Српске, у знака сећања на Карађорђевића, носи име Мркоњић Град.
Оженио се 1883. године црногорском принцезом Зорком, најстаријом кћерком црногорског књаза Николе. Венчање Петра и Зорке обављено је у Цетињском манастиру уз чинодејствовање митрополита Висаријона Љубише. Венчани кум је, наравно преко посредника грофа Орлов Денисова, био руски цар, док је други кум тј. стари сват био војвода Миљан Вуковић.
Петар и Зорка су имали петоро деце, од тога три сина: Ђорђа, Александра и Андрију, као и две ћерке: Јелену и Милену (која је живела само девет дана).
Након смрти оца Александра 1885. године, Петар је постао глава династије Карађорђевић, око чега је водио омањи спор са својим братанцем Алексом.  После Мајског преврата и убиства краљице Драге и краља Александра Обреновића 1903, изабран је за краља Србије. Као краљ залагао се за уставно уређење земље и био је познат по својој либералној политици.
Краљ Петар је био врховни командант српске војске у Балканским ратовима. Због старости је 24. јуна 1914. пренео краљевска овлашћења на свог сина, престолонаследника Александра. У Првом светском рату повлачио се са војском преко Албаније. Пошто је био краљ Србије током периода великих српских војних успеха, у српском народу остао је запамћен као краљ Петар Ослободилац (такође познат и као Стари краљ).
Стварањем Краљевства Срба, Хрвата и Словенаца 1. децембра 1918. постао је краљ Срба, Хрвата и Словенаца, што је остао до своје смрти 16. августа 1921. Поред деде Карађорђа је једини владар из династије који је и рођен и умро на територији Србије.

## Младост
Рођен је као пето дете кнеза Александра и кнегиње Персиде (из чувене породице Ненадовићи) из Бранковине на Петровдан, 29. јуна/11. јула 1844. године. Његов први васпитач био је Чех, др Вилем Габлер, током 1852–1854. године. Основну школу и Гимназију београдску је завршио у Београду.
Пошто је Светоандрејска скупштина 1858. године, збацила са престола кнеза Александра, он је напустио Србију. Млади Петар је даље школовање наставио у заводу Венел-Оливије у Женеви. По завршеном школовању септембра 1861, Кнежевић Петар се уписује у париски Колеџ Сен-Барб, а 1862. у чувену Војну Академију Сен-Сир коју завршава 1864. године. У Паризу се бавио фотографијом и сликарством, и усавршавао своје војничко и политичко образовање. Оно му је отворило видике идеја политичког либерализма, парламентаризма и демократије. Почетком 1868, Кнежевић Петар је у Бечу штампао свој превод књиге енглеског политичара и филозофа Џона Стјуарта Мила О слободи, са својим предговором, који ће касније постати његов политички програм.

## Наводи о усвајању од стране кнеза Михаила Обреновића
У време када је имао 20 година и када је похађао Сен Сир у Паризу, у аустријским и немачким новинама се 1864. појавио податак да, због тога што после вишегодишњег брака са кнегињом Јулијом нема наследника, кнез Михаило Обреновић жели да га усвоји и постави за престолонаследника. Међу првим објавама те намере је била вест из Tagespost-а од 24. (12) јуна 1864, у којој је наведено да је Михаило 20. (8) јуна изразио намеру да изведе то усвајање. По тој вести, осим Русије ниједна велика европска сила није имала ништа против тога, али да би уз посредовање Прусије то противљење могло да се премости.
Четири дана касније је Linzer Abendbote пренео сличну вест из Келнских новина, уз наводе да, поред тога што би кнез Михаило решио питање наслеђа, тиме би била и решена завада између Обреновића и Карађорђевића, и тиме би се практично спојили. Према тим вестима, Русија је била једина европска велика сила која се противила усвајању Петра Карађорђевића, и уместо тога је предлагала да Михаило усвоји тада 23-годишњег кнеза Црне Горе Николу I Петровића Његоша.
Нешто касније је 6. јула (24. јуна) 1864. године Die Presse објавила вест из Беча да је кнез Михаило пре пар дана послао Димитрија Црнобарца, који је између осталих послова једно време био министар правде код Петровог оца кнеза Александра Карађорђевића, у дипломатску мисију у Париз на састанак са царом Наполеоном III. Према тим новинама, главни задатак Црнобарца је био да обезбеди Наполеонову подршку у случају немира у Босни, а друга је била да сазна мишљење Француске о усвајању Петра Карађорђевића, и да види какве су могућности за спајање Обреновића и Карађорђевића. У Gemeinde-Zeitung-у је 19. (7) јула 1684. јављено да су све велике силе осим Француске сложиле да се усвајање обави. Цар Наполеон III је навео да то питање треба да се уз друга европска питања реши на неком конгресу.
До овог усвајања напослетку није дошло, а кнез Михаило је на крају усвојио Милана Обреновића, сина свог брата од стрица Милоша.

## Политичка делатност до ступања на престо
После убиства кнеза Михаила у мају 1868, политички кругови блиски династији Обреновић прикључили су новом српском Уставу и одредбу којом се породици Карађорђевић забрањује повратак у отаџбину и одузима сва имовина.
Петар се, 1870, придружио Легији странаца француске војске и са њом учествовао у бројним борбама због чега је одликован споменицом рата од 1870. Године 1875, радио је на организовању и активно учествовао у босанско-херцеговачком устанку под псеудонимом Петар Мркоњић да не би био откривен од стране Обреновића (наводно по једном глинском гостионичару коме је био сличан). Током Херцеговачког устанка Петар Карађорђевић је имао логор на Ћорковачи. Након неуспеле Тополске буне 1877, водио је живу политичку активност.
У лето 1883. године на Цетињу се оженио кнегињом Љубицом-Зорком, најстаријом кћерком црногорског кнеза Николе. У том браку рођено је петоро деце: кћерке Јелена и Милена (умрла као дете), и синови Ђорђе (одрекао се права наследства престола 1909), Александар и Андрија (умро као дете). После краћег боравка у Паризу, породица Карађорђевић преселила се на Цетиње, где је остала следећих десет година. Због лошег материјалног положаја, кнежевић Петар продао је кућу у Паризу 1894, и настанио се са породицом у Женеви. Његови контакти са људима из Србије никада нису престајали, пре свега са Николом Пашићем, прваком Радикалне странке и са Алексом Жујовићем, такође виђеним чланом Радикалне странке са којим је друговао и у избеглиштву у западној Србији и Босни и тако је створено пријатељство за сва времена.
Током 1897, кнежевић Петар одлази у Русију, и бива примљен код цара Николе II. Три године касније покушао је да се споразуме са краљем Александром Обреновићем о признавању кнежевске титуле и повраћају одузете имовине, али без успеха. Кнежевић Петар је још више појачао своју политичку активност за повратак у Србију. Године 1901, настојао је да ступи у ближе односе са Аустроугарском, нудећи јој свој политички програм.

## Краљ Србије (1903—1918)

### Почетак владавине
Привремена влада Јована Авакумовића (формирана 11. јуна 1903) сазвала је распуштену Народну скупштину. Скупштина је прихватила устав из 1889. уз мање измене. Тако је настао устав из јуна 1903. Народна скупштина је средином јуна 1903. за краља изабрала Петра I Карађорђевића. После неколико дана у Београд је стигао нови краљ и положио заклетву у Народној скупштини на Устав из 1903.
Збацивање Обреновића омогућило је да се у Србији уведе парламентарни режим у коме је све важније одлуке доносила Народна скупштина. Захваљујући уставу и либералним законима после 1903. Србија је постала једна од држава са највећим процентом становника који имају право да гласају на изборима (око 70% одраслих мушкараца).
У септембру 1903. Радикална странка је на изборима за Народну скупштину добила већину. Нешто мање је било посланика Самосталне радикалне странке. Након пада заједничке владе Саве Грујића, Никола Пашић је саставио владу без представника Самосталне радикалне странке крајем 1904. Од тада до смрти (1926) Пашић је најчешће био председник владе или министар спољних послова. Пашићева влада се одржала до маја 1905. Од тада је председник владе био вођа самосталаца Љубомир Стојановић. Од избора 1906. Народна радикална странка је имала апсолутну већину у Народној скупштини и владала је самостално или у савезу са, другом по снази, Самосталном радикалном странком. Ипак, у политичком деловању у Србији постојао је и снажан утицај војске. Народна скупштина је „краљеубице” ослободила одговорности, а нови краљ Петар I њих је задржао у служби на двору. Захтев из Русије да се изврши истрага и казне убице нису уважени. Краљ Петар I је морао истакнуте заверенике удаљити са двора и дати им друге службе у мају 1904. Због тога на крунисању краља Петра I у Саборној цркви у септембру 1904. у Београду није било страних државника изузимајући црногорско посланство које је довео престолонаследник Данило.
Истовремено, у спољној политици Србија је поправљала своје односе са чланицама Антанте, а погоршавала са Централним силама. Ово поправљање односа Србије са Антантом било је отежано тражењем Велике Британије да се казне убице краља Александра Обреновића и удаље из војске и политике.
Краљ Петар је наручио пројекат дизајна српске краљевске палате у Немачкој. Пројекат није достављен краљевском двору због почетка Првог светског рата. Петров наследник је по завршетку рата одбио да се пројекат реализује јер га је радила немачка компанија и посао је поверио француској фирми Безије. Комплетан каталог враћен је у Србију јануара 2022. као власништво музеја града Београда.
Радикална и Самостална радикална странка остале су на власти до 1914. Србија је желела набавити наоружање за своју војску и изградити бољу мрежу железница. Зато је Пашићева влада у пролеће 1905. склопила договор о зајму са париским банкарима. Кредит је делом требало трошити за набавку топова из Француске, а делом на куповину индустријских производа. Пад Пашићеве владе утицао је да овај договор пропадне. Касније је влада Самосталне радикалне странке (Љ. Стојановића) уговор о зајму склопила са банкарима из Беча. Тај уговор је обавезивао Србију да топове за војску набави у Шкоди у Аустроугарској.
Да би се спречило јаче везивање Србије за Аустроугарску, уговор о набавци топова из Аустрије је раскинут почетком 1906. Питање набавке топова повезало се са питањем официра завереника чије је пензионисање тражила Велика Британија, али и Пашић. У пролеће 1906. владу је поново образовао Пашић. Краљ Петар је попустио и пристао да се у јуну 1906. пензионишу старији официри-завереници. Ово је била делимична победа Пашића и парламентаризма у Србији над војним завереницима. Њиховим пензионисањем испуњен је услов који је поставила Велика Британија за обнову дипломатских односа, који су прекинути још у јуна 1903.

### Царински рат и развој индустрије
Политичко и економско неслагање Србије и Аустроугарске довело је до Царинског рата. Економско осамостаљење Србије прекидало је вишедеценијске економске везе. Истовремено, због неслагања око Македоније споро је текло приближавање Србије и Бугарске. Ипак, 1904. договорен је „пријатељски уговор” о трговини и тајни „савезни уговор” о заштити територијалне целовитости Србије и Бугарске.
Крајем 1905. објављено је да је склопљена царинска унија Србије и Бугарске. Аустро-Угарска је у јануару 1906. послала захтев Србији да мора изменити уговор са Бугарском тако да Аустроугарска задржи положај најповлаштеније трговачке нације у Србији. Када је Србија одбила да испуни тај ултиматум Аустроугарске, из Беча је наређено да се забрани улазак робе из Србије у Аустро-Угарску. Тако је почео економски рат на граници.
Србија је око 85% свог извоза до тада слала у Аустроугарску. Извозила је углавном живу стоку и друге пољопривредне производе (житарице, суве шљиве). Истовремено је из Аустроугарске увозила индустријске производе. Када је Србија, то јест влада Самосталне радикалне странке и краљ Петар I, пристала да попусти и промени уговор са Бугарском, краткотрајно је обновљен промет роба на граници са Аустроугарском у марту 1906.
Тада је Tоповско питање обновило економско-политички сукоб. Аустроугарска је приликом склапања трговинског уговора тражила да Србија топове увезе од ње, а не из Француске. У Србији су сматрали да су француски топови бољи и нису прихватили захтев из Беча. Аустроугарска је у јулу 1906. затворила границу за увоз стоке из Србије под изговором да то чини због страха од ширења болести. Тако је коначно почео Царински рат.
Царински рат је само убрзао преговоре Србије са Француском о набавци топова, материјала за железницу и зајму за те набавке. Пашићева влада је потписала уговор са француским банкарима и фабриком топова у новембру 1906. Србија морала да извоз своје робе усмери преко Солуна и доњег тока Дунава. Убрзано је склапање трговачких уговора са другим државама. Крајем 1906. и почетком 1907. Краљевина Србија је склопила више уговора који су јој олакшали трговину са Француском, Великом Британијом, Белгијом, Русијом и др. Уговор Србије са Немачком је постојао и пре почетка Царинског рата, али га је тек тај сукоб у потпуности оживотворио.
Аустроугарска је увидела неуспех свог економског насиља. Средином 1910. године обновљен је трговински уговор Србије и Аустроугарске. Према њему су смањене количине стоке која се увозила у Аустроугарску, а Србија је повећала царине којима је отежавала увоз индустријске робе из Аустроугарске. Уговор је постао пуноважан од почетка 1911. а Царински рат је био завршен.
Осамостаљење од трговинске везаности за Аустроугарску омогућило је Србији да уводи царине којима је штитила домаћу индустријску производњу. То је убрзало развој индустрије у Србији. Број индустријских предузећа у Србији је повећан за 4 пута, а укупни пораст вредности фабричке производње је скоро дупло повећан. Број радника у тим предузећима увећан је за око 2,5 пута. Према Мари Жанин-Чалић, 1910. године у Србији је било око 460 разних индустријских предузећа у којима је радило око 16.000 радника. Међу тим радницима жена је било мање од 2.600, али су у фабрикама дувана и текстила оне биле бројније од мушкараца.
Скоро половину индустријских предузећа чинили су млинови. Рудника угља, метала и каменолома заједно је било око 55. Пилана и предузећа за прераду дрвета је било скоро 60. Циглана је било око 26. Фабрика за прераду вуне је било око 17. Топионица је било око 10, а пивница је било 9. Електричних централа је било 6.
Царински рат је представљао вид економског насиља над Србијом у циљу јачања утицаја Аустроугарске у њој. У току тог економског притиска дошло је и до политичког насиља и сукоба у време анексионе кризе. Сва та насиља из Беча само су била увод у оружани напад 1914.
Док је трајао Царински рат дошло је до промене престолонаследника у Србији. Понашање престолонаследника Ђорђа било је врло проблематично, а његови ексцеси достигли су врхунац 1909. године, када је претукао свог слугу на крају и преминуо услед последица батинања. Из тих разлога, Ђорђе је, под притиском јавности, место наследника престола препустио млађем брату Александру.
Од тада у Србији су се, поред краља, издвојили престолонаследник Александар, Никола Пашић и Драгутин Димитријевић Апис. Они су окупљали око себе присталице, међусобно сарађивали, али и сукобљавали се, борећи се за утицај и власт у Краљевини Србији.

### БиХ почетком XX века и анексиона криза
Бењамин Калај који је називан и „вицекраљем” Босне умро је 1903. Нови министар финансија Аустроугарске Стефан Буријан је напустио отворену диктатуру Калајеве управе у БиХ. Пристао је средином 1905. да допусти Србима црквено-школску аутономију, а 1909. и муслимани су добили верско-просветну аутономију. Законима о штампи, зборовима и удруживању, као и законима о уређењу градских и сеоских општина створени су повољнији услови за политичко организовање и деловање. Прве политичке партије уређене су 1907. Тада је створена Муслиманска народна организација предвођена велепоседником Алибегом Фирдусом. У новембру 1907. у Сарајеву је створена Српска народна организација. Она је тражила праведно решење аграрног питања, учешће народа у власти и општинској самоуправи. Следеће, 1908. сарајевски надбискуп Јосип Штадлер је створио Хрватску католичку удругу, која је била повезана са Франковом Чистом странком права.
Аустроугарска је желела да привремену окупацију БиХ замени припајањем (анексијом). Повољну прилику за то видела је у време Младотурске револуције 1908. Пре Младотурске револуције министар спољних дела Аустроугарске (Алојз Лекса Ерентал) и представник Русије (Александар Извољски) разговарали су о могућности да Аустроугарска изврши анексију БиХ.
Незадовољни владавином Беча, крајем августа 1908. године представници Српске и Муслиманске народне организације послали су меморандум у коме су тражили устав за БиХ.
Уместо устава, Аустроугарска је прогласила анексију 7. октобра 1908. године. У Босни су и православци и муслимани били незадовољни тим поступком, али политичке вође Глигорије Јефтановић и А. Фирдус позвали су народ да остане миран. Представници Срба и муслимана објавили су и заједничку протестну декларацију.
Одговор Турске на анексију био је слаб. Она је прогласила бојкот аустроугарске робе. Противљење Турске анексији потрајало је до краја фебруара 1909. Тада је склопљен договор Турске и Аустроугарске о исплати одштете Турској за БиХ. Истовремено се Аустроугарска одрекла Санџака са Новим Пазаром.
Анексија Босне и Херцеговине је представљала једнострано кршење уговора из Берлина 1878. и виђена као један део немачког продора на Исток (Drang nach Osten). У Београду је дошло до протеста народа и спаљивања застава Аустроугарске.
Краљевина Србија је упутила протесте државама које су учествовале на Берлинском конгресу. Стојан Новаковић је изјавио да је тај поступак уништио веру у праведност великих држава Европе и међународне уговоре. Као накнаду ако се анексија призна Србија је тражила да добије узани појас земље (кроз БиХ) који би је повезао са Црном Гором. Аустроугарска је у то време сакупљала своју војску северно од границе Србије. Зато су у Србији изгласани кредити за војне припреме у октобру и новембру 1908.
Пред опасношћу да дође до рата са Аустроугарском и због протеста народа, брзо су обновљени дипломатски односи Србије и Црне Горе. У фебруару 1909. Стојан Новаковић је саставио владу у коју су ушле све значајне странке у Србији. Погоршање односа било је на врхунцу у марту 1909. Аустроугарска је појачавала припреме своје војске за сукоб и тражила од Србије да призна анексију.
Немачка је у марту 1909. затражила од Русије да без одлагања призна анексију. Русија је попустила. Након захтева три чланице Антанте и Италије, влада Краљевине Србије дала је изјаву да прихвата анексију. Црна Гора је учинила исто почетком априла 1909. На тај начин, одложен је почетак већег ратног сукоба, што је, пре свега, представљало последицу неспремности Антанте за рат против Централних сила.

### Политичка суђења Србима у Хрватској 1908. и 1909. и држање Краљевине Србије за време њиховог трајања
У јануару 1908. на положај хрватског бана је постављен Павле Раух. Тада је почео прогон присталица Српске самосталне странке, а појачан је у време Анексионе кризе. У време Анексионе кризе у Хрватској је од августа до краја 1908. похапшено десетине Срба. У јануару 1909. ухапшени су оптужени за влеиздају, то јест да су намеравали да униште Аустроугарску и њене делове припоје Краљевини Србији. Оптужени су да су у вези са београдским Словенским југом спремали „великосрпску револуцију” у Аустроугарској.
Чланови Хрватско-српске коалиције одбацивали су измишљене оптужбе. Против тог политичког суђења у Угарском сабору говорили су Полит Десанчић, Б. Медаковић, Прибићевић, Супило, али и Бела Висконтај. У Загреб је дошао Томаш Масарик прашки професор (председник Чехословачке од 1918. до 1935) да види о чему се ради. У Аустријском парламенту Т. Масарик је указао да су оптужбе измишљотина. Тада је више од половине посланика осудило суђење као политичко, а не правно. Суђење за велеиздају се претворило у политички скандал. Ипак, више особа је у октобру 1909. осуђено на затворске казне. Када је тражено понављање суђења, цар Франц Јозеф I је крајем 1909. амнестирао оптужене Србе.
Истовремено са суђењем у Загребу, из Аустрије су стигле оптужбе Хајнриха Фридјунга. Он је, у новинама лажним записницима оптужио Краљевину Србију да подржава заверу против Аустроугарске а да јој у томе помажу чланови хрватско-српске коалиције (Ф. Супило, С. Прибићевић и др). У децембру 1909. године против Фридјунга је покренут судски спор у Бечу. Супило и вође Хрватско-српске коалиције су на суђењу у Бечу показали лажност оптужби да су плаћени од министарства спољних послова Србије. Суђење је завршено нагодбом без пресуде.
У фебруару 1910. Раух је смењен, а бан је постао Никола Томашић вођа Народне странке. Томашић је покушао да делује сарађујући са Хрватско-српском коалицијом, али није успео. Зато је у августу 1910. распустио Сабор. На изборима 1911. Странка права је добила 27, Хрватско-српска коалиција 24, а Томашићева Народна странка 21 мандат. Он није могао да се споразуме са другим странкама и поднео је оставку.

### Сукоби у Старој Србији и Македонији и стварање Балканског савеза
Од 1902. на подручју Македоније обновљени су бројни напади бугарских комита, а затим грчких и српских комита (четника). Поред напада на турске и албанске насилнике, хришћанске чете су се сукобљавале међусобно и убијале присталице противника (учитеље, свештенике и др).
Од 1903. и у Србији су стварани четнички одбори. Тада су четнички одбори у Београду и Врању створени као приватна удружења за организовање чета, њихово наоружавање и слање у Турску (Македонију). Сукоби пробугарских, просрпских и прогрчких чета су погоршавали односе међу малим хришћанским државама.
Раније, 1893. у Солуну је створена Внатрешна македонска револуционерна организација (ВМРО). Пробугарске снаге у ВМРО-у настојале су подизањем устанка против Османлија привући пажњу већих европских држава. Вођа ВМРО-а Гоце Делчев (Георги Н. Делчев) убијен је у мају у сукобу са Турцима, а 2. августа 1903. (Илинден) устанак је почео на подручју Монастира (Битоља). Устаници су успели да заузму град Крушево. Прогласили су стварање републике, али турска војска, уз велики број нередовних албанских чета, побила је хиљаде цивила и угушила устанак.
Устанак је представљао повод да се умешају Аустроугарска и Русија. Оне су се у октобру 1903. договориле о реформама за Македонију и тражиле од Османског царства да их спроведе. Османско царство је морало да пристане да прими и официре из европских држава, који су надгледали реформу полицијских снага у Македонији и на Косову и Метохији.
Након Илинденског устанка период 1904-1908. био је период најчешћих сукоба чета хришћанских комита по селима Македоније. Стотине људи су изгубиле животе. Због међусобних сукоба Бугара и Грка, 1906. дошло је до противгрчких окупљања и напада на југу Бугарске.
На западу Македоније и у косовско-метохијској области постојале су бројне чете Албанаца и Турака. Након младотурске револуције 1908. и проглашења амнестије за четнике, наступило је краткотрајно примирје. Од 1909. подручје Албаније, Косова, Метохије, Македоније и Тракије било је у стању нереда и безвлашћа. Чести су били атентати, обрачуни комитских дружина и освете турских власти. Турске власти су покушале без успеха да разоружају чете по Македонији.
Међу Албанцима је јачао покрет који је тражио стварање аутономне државе унутар Османског царства или самосталне државе. У марту 1910. на Косову и Метохији је почео већи устанак Албанаца. Тај Устанак је делимично помагала Бугарска, а оружје је набављано и преко Црне Горе. Велика турска војска је, после неколико месеци, успела да умири побуну.
Албанци су поново тражили од владе у Истанбулу да им да аутономију на подручју вилајета Скадра, Косова, Битоља и Јањине. Средином 1911. године почела је нова побуна, али сукоб средишњих власти и Албанаца се убрзо примирио. У пролеће 1912. дошло је до поновног устанка Албанаца на Косову и Метохији, који су тражили аутономију. Устанак је захватио и Албанију. У лето 1912. нереди које су стварали Албанци били су све већи. У августу 1912. су побуњеници ушли у Пећ, Призрен, Приштину и Скопље. Султан и влада су одлучили да попусте у септембру 1912. Побуњеницима је препуштена власт у вилајетима Скадар, Косово, Битољ и Јањина. Тада су се повећала насиља према хришћанима Словенима и њихово исељавање.
Насиља над хришћанима и слабљење централне власти из Истанбула убрзали су војно повезивање малих балканских држава против Турске. Слабост Османског царства показала се и у рату са Италијом који је почео у септембру 1911. Италијани су од Османлија у рату освојили Либију. Стварање Балканског савеза подржала је и Русија.
У октобру 1910. у Грчкој председник владе постао је Елефтерос Венизелос. Венизелос је био Крићанин. Крит крајем XIX века није успео да се побуном уједини са Грчком, али је од 1897. имао аутономију. Стање на Криту и Венизелосова жеља да обједини све грчке територије подстицали су га да буде присталица склапања савеза балканских држава против Турске. Сличног убеђења је био и Иван Гешов, председник бугарске владе од марта 1911. Бугарски владар Фердинанд I Кобург (1887—1918) је мислио да ће заузети Константинопољ и обновити Византијско царство.
Одбрамбени савез између Србије и Бугарске потписан је у марту 1912. године, али он је имао тајни додатак који је предвидео рат против Османског царства.
За Македонију је предвиђена подела између Бугарске и Србије. Краљевини Србији би припале области северно од Шар-планине, а Бугарској источно од реке Струме. За области Македоније између те две линије предвиђено је стварање аутономне територије, или подела ако је „немогуће организовати је као аутономну област”. У јуну 1912. потписан је и војни споразум Србије и Бугарске.
У мају 1912. склопљен је грчко-бугарски савез, а након тога и војни споразум. Почетком октобра 1912. потписан је војни савез Србије и Црне Горе. Осим Русије, своје намере да нападну Османско царство мале балканске државе нису отворено показивале представницима европских држава.

### Први балкански рат
„Мојим данашњим прогласом присаједињене су на основу закључених међународних уговора ваше земље Краљевини Србији... Све старање моје биће управљено да сви ви без разлике у вери и порекла будете у сваком погледу задовољни, просвећени и закриљени правдом и безбедношћу које ће вам јемчити владавина слободне Србије. Сви ћете бити пред законима и властима једнаки. Вера свачија, имање и личност биће поштовани као светиња...

Балканске хришћанске државе затражиле су од Османлијског султаната да изврши реформе које ће поправити положај хришћана у Македонији. Тражили су да се за подручје Македоније постави управник из Западне Европе. Османлијска влада је избегавала да прихвати те захтеве. Она је убрзала преговоре о миру са Италијом и договорила га средином октобра 1912. Истовремено, војне јединице Османлијског султаната су сакупљане уз границе са малим балканским државама. Балкански савез је објавио мобилисање своје војске. Србија је на почетку рата сакупила око 350.000 војника. Оперативне јединице су имале око 285.000 војника. Део војника били су добровољци из Македоније, БиХ и других земаља. Када је постало видљиво да је рат на Балкану неизбежан, Русија је убеђивала остале европске велике државе да се уздрже од уплитања.
Први балкански рат је почео 8. октобра 1912. Тада је Црна Гора оптужила Османлијски султанат да је напало њене граничне карауле и објавила му рат. Пошто се велике европске државе нису умешале и спречиле рат и остале чланице Балканског савеза Србија, Бугарска и Грчка напале су средином октобра 1912. Османлијски султанат. Убрзо после напада, влада Краљевине Србије је под вођством краља Петра I одржала седницу у двору 17. октобра 1912. и одлучила да се објави рат. 6/18. октобра 1912. Краљ Петар је потписао наређење о почетку ратних операција у кафани Европа, коју му је на потпис по наређењу Радомира Путника донео Живојин Мишић. То је учињено 18. октобра 1912. Главни напад Бугара био је усмерен према Тракији, а Грка према Епиру и Македонији. Главнина војске Краљевине Србије ишла је према долини Вардара. Њу је као заповедник Прве армије (преко 120.000 војника) водио Александар Карађорђевић.
Трећа српска армија је ослободила Приштину 23. октобра 1912. Османлијска Вардарска војска (преко 60.000 војника) под командом Зеки-паше је кренула према Србима код Куманова. У дводневној борби код Куманова 23-24. октобра 1912. Прва српска армија и новонабављени српски топови поразили су Османлије. Током Кумановске битке краљ Петар I Карађорђевић налазио се у Врању, одакле је пратио ратне операције. Он је такође обилазио болнице са рањеницима, Врховну команду, положаје трупа у близини.
Северозападније, Срби су завршили ослобађање Рашке (Санџака) 25. октобра 1912. На југу, Срби предвођени Александром Карађорђевићем су ушли у Скопље, без отпора 26. октобра 1912. За те победе Радомир Путник, начелник Врховне команде, добио је од краља Петра I звање војводе. Почетком новембра 1912. завршено је ослобађање Метохије, а у Пећи су се спојиле војске Србије и Црне Горе. Османлије су значајнији отпор пружиле код Битоља, али су и ту поражени средином новембра 1912. Турска Вардарска армија је била разбијена и Срби су се спојили са грчком војском. Грци су ушли у Солун.
Почетком новембра 1912. Османлије су од Велике Британије затражиле да посредује у склапању мира. Први српски војници стигли су 18. новембра 1912. преко Албаније на Јадранско море код Љеша, а војска краља Николе Петовића је опседала Скадар. Аустро-Угарска је затражила од Србије да повуче војску са обала Јадранског мора. Аустро-Угарска је подржавала стварање Албаније као препреке за Србију да добије излаз на море. Албанци су 28. новембра 1912. ("Дан заставе") у Валони одржали скупштину на којој су прогласили стварање Албаније. Срби су одбили да се повуку. Напротив, српска војска је 29. новембра 1912. ушла и у Драч, а грчка војска је почетком децембра бомбардовала Валону. Претње Аустро-Угарске Србима и Грцима, са захтевом да се повуку из Албаније, постале су озбиљније. 3. децембра 1912. потписано је примирје са Османлијским султанатом. У Лондону је сазвана конференција амбасадора великих држава Европе која је настојала наћи договор око Албаније. Захтев Аустро-Угарске, коју су, поред Немачке, подржале Италија и Енглеска је довео до проглашења независности Албаније (17. новембра 1912). Истовремено, у Лондону је почела и конференција сукобљених балканских држава. Балкански савезници су тражили предају градова који су били под опсадом (Скадар, Једрене, Јањина). Гласови да би влада из Истанбула могла предати Једрене довеле су до њеног насилног збацивања крајем јануара 1913. и преговори о миру су пропали.
Борбе су настављене почетком фебруара 1913. У марту 1913. Грци су заузели Јањину, а Бугари, којима је од новембра 1912. помагао део Друге српске армије под командом Степе Степановића, освојили су Једрене. Бугарска војска се приближавала Истанбулу. Османлије су поново тражиле посредовање великих европских држава. У марту 1913. конференција амбасадора (Аустро-Угарска, Енглеска, ... ) тражила је од Србије и Црне Горе да обуставе опсаду града Скадра који су амбасадори прогласили делом Албаније. Тада су европске државе, без Русије, извршиле и поморску блокаду Црне Горе. Црногорска војска је после повлачења војске Краљевине Србије успела да уђе у Скадар у априлу 1913. Претња из Беча да ће почети рат приморала је Црногорце да почетком маја 1913. напусте Скадар и предају га међународној флоти, а она Албанији.
Мировни уговор са Турском је потписан 30. маја 1913. у Лондону. Османлијском султанату је остављен Истанбул и узани појас територије до линије Енос – Мидија у Европи. После мира требало је извршити одређивање нових граница балканских држава. Границе Албаније одредили су представници великих европских држава. Српска војска је поделила Рашку и косовско-метохијску област са црногорском. У највећем делу Вардарске Македоније била је српска војска, а Грчкој су припали Егејска Македонија са Солуном и Крит. Незадовољство због пораза у Истанбулу је било велико и у јуну 1913. председник владе Махмуд Шевкет-паша убијен је на улици.

### Други балкански рат
Бугарска и Србија су се сукобиле око поделе Македоније. Србија није добила излаз на Јадранско море. Зато је од децембра 1912. усмено, а од фебруара 1913. и писмено Србија је од Бугарске тражила измену уговора о подели Македоније. Србија је оптуживала Бугарску да је на ратиште Вардарске Македоније послала мање војника од онога што је предвидео предратни уговор. Поред тога Бугарска је тражила уговором непланирану помоћ за узимање Једрена. Истовремено, око поделе Тракије сукобиле су се Грчка и Бугарска. Почетком маја 1913. у Софији је дошло до окупљања грађана који су тражили да се војним сукобом реши спор са Србијом и Грчком. Када је председник бугарске владе Иван Гешов показао спремност да преговара цар Фердинанд I га је сменио. Балкански савез се распао.
Србија и Грчка су склопиле савез против Бугарске почетком јуна 1913. када је одређена граница Србије и Грчке у Македонији. Приликом склапања савеза са Грчком, Србија је добила и право слободне трговине преко Солуна у наредним деценијама. Србија је предлагала да у њеном спору са Бугарском пресуди Русија. Бугарски цар Фердинанд I веровао је да може прво победити Србију, а после и Грчку. Бугарска је изненада после поноћи 29-30. јуна 1913. напала српску војску на реци Брегалници (код Штипа). Вишедневне борбе на Брегалници завршене су победом малобројније српске војске и повлачењем Бугара 7. јула 1913. Српска војска је у јулу 1913. ушла у Кочане и Штип. Црна Гора је стала на страну Србије. Мањом војском Бугари су напали и Грке у Егејској Македонији. Румунија је искористила прилику и средином јула 1913. напала Бугарску. Румуни су се кретали према Софији. После напада Румуније, и Турци су видели прилику да врате део територије. Средином јула 1913. они су напали Бугарску и заузели Једрене. Бугарска је морала да тражи примирје.
Мир је потписан у Букурешту 10. августа 1913. Србија је задржала територије у Вардарској Македонији у којима је средином децембра 1912. почела важити Привремена уредба о уређењу нових области. Само је Струмицу предала Бугарској на захтев Русије.
У Балканским ратовима Србија је изгубила око 36.000 људи. После преговора у новембру 1913. утврђена је граница Србије и Црне Горе. Црној Гори су припали Тузи, Мојковац, Бијело Поље, Беране, Плав, Гусиње, Ђаковица и Пећ са 150.000 становника. Преговори Србије и Црне Горе оставили су незадовољним присталице уједињења.
Србија је тако добила проширење на око 39.000 километара квадратних и скоро 1.500.000 становника. Грчка је на североистоку добила и територију до ушћа Месте и Кавалу, а Румунија је од Бугарске добила Добруџу.
Услед сталних и тешких физичких напора у Балканским ратовима, здравствено стање краља Петра I се погоршало.

### Односи Србије и Црне Горе уочи Првог светског рата
После мира у Букурешту, Албанци су у септембру 1913. узели Охрид, Дебар и Стругу, али их је избацила српска војска и у октобру 1913. привремено ушла на територију Албаније. Од Балканских ратова 1912. влада Радикалне странке није проширила важење устава Србије на новоприпојене крајеве Космета и Вардарске Македоније. Тврдила је да он треба да се „постепено уводи”. На тим територијама је успостављено двојство војних и цивилних власти. То је довело до свађа када је Пашићева влада покушала донети одлуку да цивилне власти имају већу важност од војних. Војска се успротивила и у пролеће 1914. добила подршку опозиције у Народној скупштини. Чиновници и полиција у Македонији оптуживани су да су корумпирани и да пљачкају народ.
Због опозиционог ометања рада у Скупштини од стране невладиних странака и притиска из Црне руке почетком јуна 1914. Пашићева влада је морала да да оставку. У другој половини јуна 1914. Петар I Карађорђевић издао је проглас да због болести није у могућности да врши краљевске обавезе. Регент (вршилац власти у име краља) постао је Александар Карађорђевић. Народна скупштина је распуштена, а за август 1914. расписани су избори. Избијање рата је спречило изборе, а Никола Пашић је наставио да врши дужност председника владе.
Од 1907. до 1913. Црном Гором су управљале владе Праве народне странке. Пред избијање Првог светског рата, влада генерала Јанка Вукотића одлучила је да отпочне преговоре о војној, царинској и дипломатској унији Црне Горе и Србије, али уз очување владарског положаја за породицу Петровић–Његош у Црној Гори. Краљ Никола Петровић је у јуну 1914. отпутовао у иностранство и тамо се налазио када се догодио атентат у Сарајеву. Догађаји који су уследили прекинули су преговоре о унији Србије и Црне Горе.

### Први светски рат
Црна рука је представљала срж војничке опозиције цивилној влади. Скривајући се иза војске или опозиције, црнорукци су приморали краља Петра I да распусти владу Николе Пашића, иако је Народна радикална странка имала већину у Народној скупштини. Тек након руске интервенције и можда уз помоћ француског капитала, криза је решена у Пашићеву корист, а краљ Петар је био приморан да се повуче, наводно због болести, и 24. јуна 1914. пренео краљевска овлашћења на престолонаследника Александра. Месец дана касније, Аустроугарска је објавила рат Србији, чиме је започео Први светски рат. Вест о Првом светском рату добија у Врањској бањи и одатле одлази на фронт. После победа на Церу и Колубари 1914, након уласка Немачке и Бугарске у рат 1915, српска војска била је принуђена на повлачење и напуштање земље.
Албанска голгота оставила је великог трага на здравље остарелог краља. Он је ипак доживео да дочека коначну победу и ослобођење Србије, и стварање нове државе настале уједињењем Срба, Хрвата и Словенаца.

## Краљ Срба, Хрвата и Словенаца (1918—1921)

#### Смрт и сахрана
Добио је запаљење плућа 4. јуна 1921, али се опоравио касније током месеца. Запаљење се вратило 12. августа увече. Преминуо је 16. августа 1921, у 17:30 (GMT+1), у Београду, а сахрањен је 22. августа у својој задужбини на Опленцу.
После смрти, у знак трајне успомене и захвалности краљу Петру, Народна скупштина једногласно је усвојила резолуцију да се краљу Петру да назив Петар Велики Ослободилац.
Краљев тестамент је отворен 9. септембра 1922. Предвиђено је да се новац и папири поделе једнако између Александра, Ђорђа и Јелене; имање у Београду, у Крунској 9, и задужбина на Опленцу додељени су краљу Александру а болница која је подизана у Тополи је дата држави на управу.
Године 2021. обележен је век смрти Петра I, поводом чега је Свету архијерејску литургију и парастос служио патријарх српски господин Порфирије са епископом шумадијским Јованом и архијерејима Српске православне цркве.

## Занимљивости
- У време учешћа у босанском устанку је рањен у десну руку – рентгенски снимак руке 1907. је међу првима у Србији.[57]
- Сачуван је аутомобил из времена његовог управљања државом.[58]
- Приликом његовог крунисања снимљен је филм. Такође је снимљен получасовни филм о његовом погребу.[59]
- По њему се зову Мркоњић Град, Медаља Петра Мркоњића, Улица краља Петра I у Смедереву, Споменик Краљу Петру I Карађорђевићу, Купатило краљ Петар I, Петрова кућа, Кућа краља Петра I Карађорђевића, Трг краља Петра I у Панчеву, aвенија Петра I од Србије у Паризу. Затим школе ОШ „Краљ Петар I“ Ниш, ОШ „Краљ Петар Први” Београд, ОШ „Краљ Петар I Ослободилац” Крива Феја, Средња школа  “Краљ Петар I” у Тополи[60]
- Уочи нове 1973. године Татомир Будисављевић био је гост на Брионима, на позив Јованке Будисављевић Броз. Тито је тада испричао да је у току рата замало срео на Крфу кнеза Павла, који је исто тада био на Крфу. Тито је рекао за Павла да су могли бити и пријатељи, имали су исти циљ да сачувају Југославију, само то није Павлу пошло за руком, а њему, Титу, јесте. Позитивно се изразио и о старом краљу Петру и рекао како је то био један фини човек, прави, истински демократа. Прескочио је краља Александра, па је наставио да прича о Петру Другом, рекавши да је то страшно шта су Енглези с тим младим човеком учинили. То је био приватни разговор где Броз говори као човек, а не као политичар који мора да гледа партијску идеологију.[61]
- У Сарајеву је 1940. подигнут велики споменик краљу Петру са намером да буде свечано откривен у пролеће 1941. Избијање рата је спречило ове намере и споменик је по доласку окупатора убрзо срушен.[62]
- Из неког разлога његов отац кнез Александар није био задовољан ни њиме, ни његовим најмлађим братом Арсеном, па их је у тестаменту обојицу искључио из наследства. Скоро све је оставио средњем преживелом сину Ђорђу. Ђорђе је очевину оставио Арсену, коју је он наследио након Ђорђеве смрти 24. (12) децембра 1888. године. Овај податак је кнез Павле пронашао у архивама свог оца Арсена током 1970, и на основу докумената из те архиве је закључио да је Ђорђе изгледа био најспособнији међу браћом.[63]
- Поред брата Арсена и његов други млађи брат Ђорђе је служио у руској војсци до своје смрти 24. (12) децембра 1888.
- Имао је 4 брата и 4 сестре од којих је већина преминула током детињства и ране младости.
- На престо је дошао са 59 година, чиме је други најстарији српски владар после Милоша Обреновића који је по други пут дошао на чело државе са око 78 или 75 година.
- Други је Карађорђевић у низу који је као млађи син постао краљ. Старија браћа Алекса и Светозар су преминули у раном детињству.
- Вероватно је први српски владар који се нашао на неком видео снимку.
- Био је пушач.[64]
- Постоји звучни запис једног говора који је он наводно одржао, али не може се са неоспоривом сигурношћу доказати да ли је то он, или је запис из неке представе.[65] Његовом млађем сину је неоспориво забележен глас.
- До 1974. и Драже Марковића је био последњи шеф државе Србије који је носио бркове.
- Према писању аустријских и немачких новина из 1864, пошто кнез Михаило Обреновић после вишегодишњег брака са кнегињом Јулијом није имао деце, разматрао је да усвоји Петра Карађорђевића и да га постави за престолонаследника, чиме би решио и питање наследства и заваду између Обреновића и Карађорђевића.[Извори 1] На крају до тог усвајања није дошло, па је кнез Михаило усвојио Милана, сина свог брата од стрица Милоша.

## Породично стабло
| \| \| \| \| \| \| \| \| \| \| \| Петар Јовановић \| \| \| \| \| \| \| \| \| \| \| \| \| \| \| \| \| \| \| \| \| \| \| \| \| \| \| \| \| \| \| \| \| \| \| \| \| \| \| \| \| \| \| \| \| \| \| \| \| \| \| Карађорђе Петровић \| \| \| \| \| \| \| \| \| \| \| \| \| \| \| \| \| \| \| \| \| \| \| \| \| \| \| \| \| \| \| \| \| \| \| \| \| \| \| \| \| \| \| \| \| \| \| \| \| \| \| \| \| \| \| \| \| \| \| \| Марица Живковић \| \| \| \| \| \| \| \| \| \| \| \| \| \| \| \| \| \| \| \| \| \| \| \| \| \| \| \| \| \| \| \| \| \| \| \| \| \| \| \| \| \| \| \| \| \| \| \| \| \| \| \| \| \| \| \| \| \| \| \| Александар Карађорђевић \| \| \| \| \| \| \| \| \| \| \| \| \| \| \| \| \| \| \| \| \| \| \| \| \| \| \| \| \| \| \| \| \| \| \| \| \| \| \| \| \| \| \| \| \| \| \| \| \| \| \| \| \| \| \| \| \| \| \| \| Никола Јовановић \| \| \| \| \| \| \| \| \| \| \| \| \| \| \| \| \| \| \| \| \| \| \| \| \| \| \| \| \| \| \| \| \| \| \| \| \| \| \| \| \| \| \| \| \| \| \| \| \| \| \| \| \| \| \| \| \| \| \| \| Јелена Јовановић \| \| \| \| \| \| \| \| \| \| \| \| \| \| \| \| \| \| \| \| \| \| \| \| \| \| \| \| \| \| \| \| \| \| \| \| \| \| \| \| \| \| \| \| \| \| \| \| \| \| \| \| \| \| \| \| \| \| \| \| Босиљка \| \| \| \| \| \| \| \| \| \| \| \| \| \| \| \| \| \| \| \| \| \| \| \| \| \| \| \| \| \| \| \| \| \| \| \| \| \| \| \| \| \| \| \| \| \| \| \| \| \| \| \| \| \| \| \| \| \| \| \| Петар I Карађорђевић \| \| \| \| \| \| \| \| \| \| \| \| \| \| \| \| \| \| \| \| \| \| \| \| \| \| \| \| \| \| \| \| \| \| \| \| \| \| \| \| \| \| \| \| \| \| \| \| \| \| \| \| \| \| \| \| \| \| \| \| Јаков Ненадовић \| \| \| \| \| \| \| \| \| \| \| \| \| \| \| \| \| \| \| \| \| \| \| \| \| \| \| \| \| \| \| \| \| \| \| \| \| \| \| \| \| \| \| \| \| \| \| \| \| \| \| \| \| \| \| \| \| \| \| \| Јеврем Ненадовић \| \| \| \| \| \| \| \| \| \| \| \| \| \| \| \| \| \| \| \| \| \| \| \| \| \| \| \| \| \| \| \| \| \| \| \| \| \| \| \| \| \| \| \| \| \| \| \| \| \| \| \| \| \| \| \| \| \| \| \| Неранџа \| \| \| \| \| \| \| \| \| \| \| \| \| \| \| \| \| \| \| \| \| \| \| \| \| \| \| \| \| \| \| \| \| \| \| \| \| \| \| \| \| \| \| \| \| \| \| \| \| \| \| \| \| \| \| \| \| \| \| \| Персида Ненадовић \| \| \| \| \| \| \| \| \| \| \| \| \| \| \| \| \| \| \| \| \| \| \| \| \| \| \| \| \| \| \| \| \| \| \| \| \| \| \| \| \| \| \| \| \| \| \| \| \| \| \| \| \| \| \| \| \| \| \| \| Младен Миловановић \| \| \| \| \| \| \| \| \| \| \| \| \| \| \| \| \| \| \| \| \| \| \| \| \| \| \| \| \| \| \| \| \| \| \| \| \| \| \| \| \| \| \| \| \| \| \| \| \| \| \| \| \| \| \| \| \| \| \| \| Јованка Миловановић \| \| \| \| \| \| \| \| \| \| \| \| \| \| \| \| \| \| \| \| \| \| \| \| \| \| \| \| \| \| \| \| \| \| \| \| \| \| \| \| \| \| \| \| \| \| \| \| \| \| \| \| \| \| \| \| \| \| \| \| Босиљка \| \| \| \| \| \| \| \| \| \| \| \| \| \| \| \| \| \| \| \| \| \| \| \| \| \| \| \| \| \| \| \| \| \| \| \| \| \| \| \| \| \| \| |                         |  |  |  |  |  |  |  |  |                 |  |  |  |
| |                         |  |  |  |  |  |  |  |  | Петар Јовановић |  |  |  |
| |                         |  |  |  |  |  |  |  |  |                 |  |  |  |
| |                         |  |  |  |  |  |  |  |  |                 |  |  |  |
| |                         |  |  |  |  |  |  |  |  |                 |  |  |  |
| | Карађорђе Петровић      |  |  |  |  |  |  |  |  |                 |  |  |  |
| |                         |  |  |  |  |  |  |  |  |                 |  |  |  |
| |                         |  |  |  |  |  |  |  |  |                 |  |  |  |
| |                         |  |  |  |  |  |  |  |  |                 |  |  |  |
| | Марица Живковић         |  |  |  |  |  |  |  |  |                 |  |  |  |
| |                         |  |  |  |  |  |  |  |  |                 |  |  |  |
| |                         |  |  |  |  |  |  |  |  |                 |  |  |  |
| |                         |  |  |  |  |  |  |  |  |                 |  |  |  |
| | Александар Карађорђевић |  |  |  |  |  |  |  |  |                 |  |  |  |
| |                         |  |  |  |  |  |  |  |  |                 |  |  |  |
| |                         |  |  |  |  |  |  |  |  |                 |  |  |  |
| |                         |  |  |  |  |  |  |  |  |                 |  |  |  |
| | Никола Јовановић        |  |  |  |  |  |  |  |  |                 |  |  |  |
| |                         |  |  |  |  |  |  |  |  |                 |  |  |  |
| |                         |  |  |  |  |  |  |  |  |                 |  |  |  |
| |                         |  |  |  |  |  |  |  |  |                 |  |  |  |
| | Јелена Јовановић        |  |  |  |  |  |  |  |  |                 |  |  |  |
| |                         |  |  |  |  |  |  |  |  |                 |  |  |  |
| |                         |  |  |  |  |  |  |  |  |                 |  |  |  |
| |                         |  |  |  |  |  |  |  |  |                 |  |  |  |
| | Босиљка                 |  |  |  |  |  |  |  |  |                 |  |  |  |
| |                         |  |  |  |  |  |  |  |  |                 |  |  |  |
| |                         |  |  |  |  |  |  |  |  |                 |  |  |  |
| |                         |  |  |  |  |  |  |  |  |                 |  |  |  |
| | Петар I Карађорђевић    |  |  |  |  |  |  |  |  |                 |  |  |  |
| |                         |  |  |  |  |  |  |  |  |                 |  |  |  |
| |                         |  |  |  |  |  |  |  |  |                 |  |  |  |
| |                         |  |  |  |  |  |  |  |  |                 |  |  |  |
| | Јаков Ненадовић         |  |  |  |  |  |  |  |  |                 |  |  |  |
| |                         |  |  |  |  |  |  |  |  |                 |  |  |  |
| |                         |  |  |  |  |  |  |  |  |                 |  |  |  |
| |                         |  |  |  |  |  |  |  |  |                 |  |  |  |
| | Јеврем Ненадовић        |  |  |  |  |  |  |  |  |                 |  |  |  |
| |                         |  |  |  |  |  |  |  |  |                 |  |  |  |
| |                         |  |  |  |  |  |  |  |  |                 |  |  |  |
| |                         |  |  |  |  |  |  |  |  |                 |  |  |  |
| | Неранџа                 |  |  |  |  |  |  |  |  |                 |  |  |  |
| |                         |  |  |  |  |  |  |  |  |                 |  |  |  |
| |                         |  |  |  |  |  |  |  |  |                 |  |  |  |
| |                         |  |  |  |  |  |  |  |  |                 |  |  |  |
| | Персида Ненадовић       |  |  |  |  |  |  |  |  |                 |  |  |  |
| |                         |  |  |  |  |  |  |  |  |                 |  |  |  |
| |                         |  |  |  |  |  |  |  |  |                 |  |  |  |
| |                         |  |  |  |  |  |  |  |  |                 |  |  |  |
| | Младен Миловановић      |  |  |  |  |  |  |  |  |                 |  |  |  |
| |                         |  |  |  |  |  |  |  |  |                 |  |  |  |
| |                         |  |  |  |  |  |  |  |  |                 |  |  |  |
| |                         |  |  |  |  |  |  |  |  |                 |  |  |  |
| | Јованка Миловановић     |  |  |  |  |  |  |  |  |                 |  |  |  |
| |                         |  |  |  |  |  |  |  |  |                 |  |  |  |
| |                         |  |  |  |  |  |  |  |  |                 |  |  |  |
| |                         |  |  |  |  |  |  |  |  |                 |  |  |  |
| | Босиљка                 |  |  |  |  |  |  |  |  |                 |  |  |  |
| |                         |  |  |  |  |  |  |  |  |                 |  |  |  |
| |                         |  |  |  |  |  |  |  |  |                 |  |  |  |

## Породица

### Супружник
| име           | слика | датум рођења       | датум смрти    |
| ------------- | ----- | ------------------ | -------------- |
| Кнегиња Зорка |       | 23. децембар 1864. | 16. март 1890. |

### Деца
| име               | слика | датум рођења              | датум смрти           | супружник                 |
| ----------------- | ----- | ------------------------- | --------------------- | ------------------------- |
| Принцеза Јелена   |       | 4. новембар 1884.         | 16. октобар 1962.     | принц Иван Константинович |
| Принцеза Милена   |       | 14/26. април 1886.        | 10/22. децембар 1887. | умрла у детињству         |
| Принц Ђорђе       |       | 27. август 1887.          | 17. октобар 1972.     | Радмила Радоњић           |
| Краљ Александар I |       | 16. децембар 1888.        | 9. октобар 1934.      | краљица Марија            |
| Принц Андрија     |       | 25. фебруар/9. март 1890. | 19/31. март 1890.     | умро месец дана по рођењу |

## Титуле и признања
- 11. јул 1844 - 15. јун 1903: Његово Светло Височанство кнез Петар Карађорђевић
- 15. јун 1903 - 1. децембар 1918: Његово Величанство Петар I краљ Србије
- 1. децембар 1918 - 16. август 1921: Његово Величанство Петар I краљ Срба, Хрвата и Словенаца

### Почасти
- 19. август 1911: почасни командант 14-Олоњецког пешадијског пука (Руско царство)

### Одликовања
Краљ Петар, носилац је бројних домаћих и страних одликовања. Поред наведених одликовања, краљ је носилац свих краљевских ордена у рангу великог мајстора.

#### Домаћа одликовања
- Орден Светог кнеза Лазара
- Орден Карађорђеве звезде
- Орден Карађорђеве звезде са мачевима
- Орден Белог орла
- Орден Белог орла са мачевима
- Орден Светог Саве
- Медаља за војничке врлине
- Орден Црвеног крста

#### Страна одликовања
- Орден Светог Петра Цетињског (Краљевина Црна Гора)
- Орден Светог Андреја, велика лента са мачевима, ово одликовање је пре њега понео само цар Александар I[67] (Руско царство)
- Орден пресвете Благовести (Краљевина Италија)
- Орден Светог Мауриција и Лазара (Краљевина Италија)
- Орден круне Италије (Краљевина Италија)
- Орден Меџедије (Отоманска Империја)
- Орден османлије (Отоманска Империја)
- Медаља француско-пруског рата 1870-1871 (Република Француска)

## Наслеђе

### Градови који су названи по краљу Петру
- Мркоњић Град — (раније Варцар Вакуф) од 1924.[67]
- Петровград — данашњи Зрењанин (од 1935. до 1946)[67]
- Петровац на Мору — раније Кастел Ластва[67]

### Филмови и серије
Лик краља Петра се појављује у многим филмовима и серијама. У серији "Крај династије Обреновић" (1995), тумачио га је Драгослав Илић. Краљев лик је тумачио и у документарно-играном филму "Где цвета лимун жут" из 2006. године.
У серији Ђорђа Кадијевића "Последња аудијенција" из 2008. године, краља Петра је тумачио глумац Танасије Узуновић.
Током 2018. године, снимљен је филм "Краљ Петар I", а наредне године је на Радио телевизији Србије емитована серија "Краљ Петар I". Насловну улогу је играо глумац Лазар Ристовски.

### Споменици
- Споменик краљу Петру I и краљу Александру I у Паризу

## Галерија
- Крунисање.
- Крунисање.
- Краљ Петар на бојишту
- Краљ Петар током повлачења преко Албаније 1915
- Маркица са приказом пробоја Солунског фронта
- Краљ Петар I са брадом.
- Краљ Петар I на дан када је обријао браду у знак радости по ослобођењу отаџбине
- Биста Рудолфа Валдеца.
- Биста Душана Јовановића Ђукина.
- Уроше Предић, Петар I Карађорђевић, 1922, Народни музеј Зрењанин
- Пастел М. Борисављевића.
- Краљ Петар и цар Николај Романов у Петерхову
- Влахо Буковац - Краљ Петар I, Галерија Матице српске, 1904
- Максим Ј. Баћовић (1848–1876), војвода бањански (из Књажевине Црне Горе: 1852–1910) и књаз Петар A. Карађорђевић (1844–1921).
- Српски књаз Петар А. Карађорђевић (1844–1921), односно Петар Мркоњић у време док је био један од вођа српског устанка у Босанској Крајини 1875. године.
- Књаз Петар А. Карађорђевић (1844–1921) у време док је (под именом Петар Мркоњић) помагао (1876) српским устаницима у Херцеговини, у борби против османске окупације
- Долазак српског књаза Петара А. Карађорђевића (1844–1921) на власт 1903. године.
- Илустрација из италијанског часописа La Domenica del Corriere поводом устоличења краља Петара 1903. године.
- Спомен биста у Спомен комплексу на Текеришу
- Спомен-обележје краљу Петру у Орлеану, где се борио током Француско-пруског рата 1870/71.
- Споменик краљу Петру у Бечеју
- Дио надвратника портала изнад улаза у собу посвећену Краљу Петру I Карађорђевићу. Аутор Драгутин Инкиостри Медењак. Музеј Врбаске Бановине, Бања Лука, око 1935,Музеј Републике Српске

## Збирни извори
1. ↑  Вести о усвајању из аустријских и немачких новина из 1864:[9][10][11][12]